# St. Kilian (Ried)

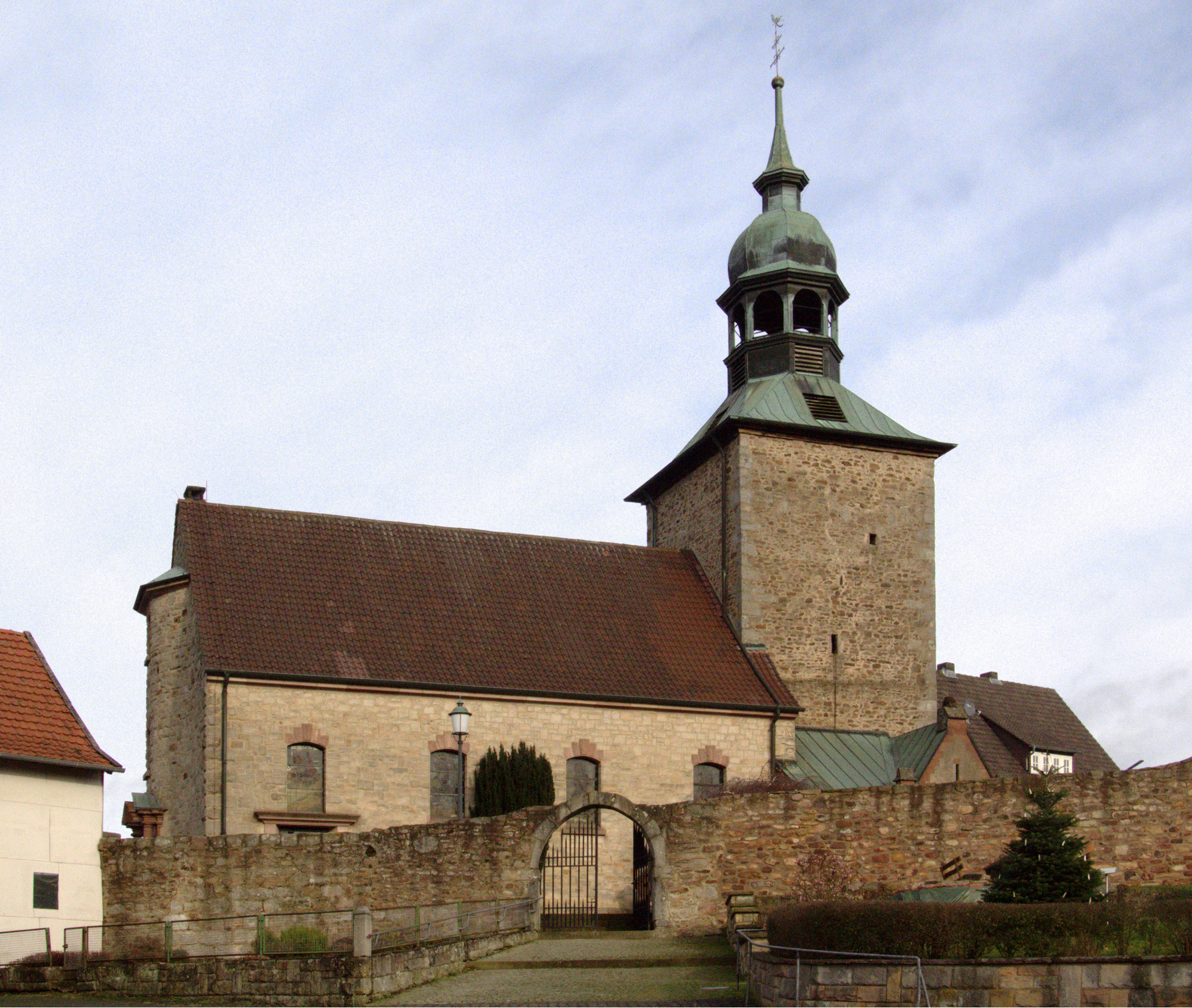
St. Kilian in Ried

Die römisch-katholische Filialkirche St. Kilian ist ein denkmalgeschütztes Kirchengebäude in Ried, einem Ortsteil von Ebersburg im Landkreis Fulda in Hessen. Die Kirche gehört zur Pfarrgemeinde St. Bonifatius Weyhers im Pastoralverbund St. Wendelinus Hohe Rhön im Dekanat Rhön des Bistums Fulda.

## Beschreibung
Der Chorturm der Wehrkirche aus dem 15. Jahrhundert ist erhalten geblieben. Die Haube wurde ihm im 18. Jahrhundert aufgesetzt. 1932 wurde das alte Kirchenschiff abgebrochen und es erfolgte ein Neubau, der am 5. November 1933 eingeweiht wurde. An der Südseite des Turms wurde 1909 die Sakristei angebaut. Der Chor ist mit einem Kreuzrippengewölbe, das Kirchenschiff mit einem Tonnengewölbe überspannt. In der Kirche befindet sich eine spätgotische hölzerne Statue des Heiligen Kilian. Die Orgel auf der Empore hat 13 Register, 2 Manuale und ein Pedal und wurde 1972 von Wolfgang Hey gebaut.